# Hemiprotaetia dubia
Hemiprotaetia dubia är en skalbaggsart som beskrevs av Wallace 1867. Hemiprotaetia dubia ingår i släktet Hemiprotaetia och familjen Cetoniidae. Inga underarter finns listade i Catalogue of Life.